# RTS-Santic Racing Team/Saison 2015
Dieser Artikel listet Erfolge und Fahrer des Radsportteams RTS-Santic Racing Team in der Saison 2015 auf.

## Erfolge in der UCI Asia Tour
In den Rennen der Saison 2015 der UCI Asia Tour gelangen die nachstehenden Erfolge.
| Datum        | Rennen                                      | Kat. | Sieger         |
| ------------ | ------------------------------------------- | ---- | -------------- |
| 26. März     | 5. Etappe Tour de Taiwan                    | 2.1  | Tino Thömel    |
| 14. Juni     | 8. Etappe Tour de Korea                     | 2.1  | Tino Thömel    |
| 25. Juni     | Usbekische Meisterschaft – Straßenrennen    | CN   | Ruslan Karimov |
| 26. Oktober  | 7. Etappe Tour of Hainan                    | 2.HC | Tino Thömel    |
| 11. November | 2. Etappe Tour of Yancheng Coastal Wetlands | 2.2  | Tino Thömel    |

## Zugänge – Abgänge
| Zugänge              | Team 2014                | Abgänge        | Team 2015                |
| -------------------- | ------------------------ | -------------- | ------------------------ |
| Tino Thömel          | Team Stuttgart           | Simon Buttner  | China Jilun Cycling Team |
| Jurij Metluschenko   | Torku Şekerspor          | Andrei Misurow | Karriereende             |
| Hossein Alizadeh     | Tabriz Shahrdari Ranking | Fredy Gonzalez | Unbekannt                |
| Wolodymyr Sahorodnij | Kolss Cycling Team       | Iwan Kowaljow  | Unbekannt                |
| Ilja Gorodnischew    | Nankang-Fondriest        | Alex Coutts    | Unbekannt                |
| Sanghong Park        |                          | Park Keon-woo  | Unbekannt                |
| Álvaro Duarte        | Coldeportes-Claro        | Yong Li Ng     | Unbekannt                |
| Miguel Angel Reyes   |                          | Ping Hong Liou | Unbekannt                |
| Hsien Chien Yu       |                          | Min Hui Hsu    | Unbekannt                |
| Jia Liang Liu        |                          |                |                          |
| Wen Yen Chuang       |                          |                |                          |
| Chin-lung Huang      |                          |                |                          |

## Mannschaft
| Name                 | Geburtstag         | Nationalität      |
| -------------------- | ------------------ | ----------------- |
| Hossein Alizadeh     | 24. Januar 1988    | Iran              |
| Wei Kei Chang        | 14. Oktober 1985   | Chinesisch Taipeh |
| Wen Yen Chuang       | 16. Dezember 1994  | Chinesisch Taipeh |
| Álvaro Duarte        | 12. Januar 1991    | Kolumbien         |
| Ilja Gorodnischew    | 9. März 1987       | Russland          |
| Song Pu Huang        | 22. April 1990     | Chinesisch Taipeh |
| Chin-lung Huang      | 17. Dezember 1988  | Chinesisch Taipeh |
| Wen Chung Huang      | 20. September 1990 | Chinesisch Taipeh |
| Jang Sun-jae         | 14. Dezember 1984  | Südkorea          |
| Siang Yu Jhong       | 13. April 1990     | Chinesisch Taipeh |
| Ruslan Karimov       | 22. Mai 1986       | Usbekistan        |
| Jia Liang Liu        | 23. September 1994 | Chinesisch Taipeh |
| Víctor Niño          | 6. April 1973      | Kolumbien         |
| Jurij Metluschenko   | 4. Januar 1976     | Kolumbien         |
| Sanghong Park        | 29. März 1989      | Südkorea          |
| Miguel Angel Reyes   | 26. Mai 1982       | Kolumbien         |
| Mario Rojas          | 3. Januar 1985     | Kolumbien         |
| Wolodymyr Sahorodnij | 27. Juni 1981      | Russland          |
| Boris Schpilewski    | 20. August 1982    | Russland          |
| Tino Thömel          | 6. Juni 1988       | Deutschland       |
| Chien Hsien Yu       | 10. August 1995    | Chinesisch Taipeh |